# Campionat de França de Rugbi Top-14 2018-2019
El Campionat de França de Rugbi Top-14 2018-2019 està organitzat per la Lliga Nacional de Rugbi de França. El vigent campió és el Castres Olympique que guanyà l'Escut de Brennus la temporada passada. S'inicià el 25 d'agost del 2018 i s'acabà el 15 de juny del 2019 amb la victória per vintena vegada del Stade Toulousain.

## Fase preliminar
| Clubs                 | SUA     | USBB    | CO      | ASM     | FCG     | SR      | LOU     | MHRC    | SP      | USAP    | RCF     | SF      | RCT     | ST      |
| --------------------- | ------- | ------- | ------- | ------- | ------- | ------- | ------- | ------- | ------- | ------- | ------- | ------- | ------- | ------- |
| SU Agen               |         | 22 – 17 | 10 – 17 | 13 – 28 | 9 – 9   | 19 – 7  | 25 – 15 | 15 – 18 | 25 – 28 | 25 – 23 | 3 – 35  | 6 – 19  | 19 – 10 | 20 – 27 |
| US Bordeaux Bègles    | 25 – 17 |         | 12 – 16 | 23 – 19 | 47 – 31 | 34 – 22 | 35 – 13 | 9 – 9   | 41 – 19 | 31 – 22 | 40 – 7  | 26 – 12 | 36 – 25 | 36 – 43 |
| Castres Olympique     | 13 – 16 | 13 – 32 |         | 24 – 16 | 29 – 13 | 25 – 11 | 19 – 16 | 9 – 12  | 37 – 10 | 36 – 17 | 18 – 9  | 9 – 14  | 16 – 25 | 20 – 21 |
| Clermont Auvergne     | 67 – 23 | 40 – 20 | 41 – 6  |         | 52 – 17 | 44 – 19 | 31 – 11 | 27 – 28 | 27 – 14 | 35 – 13 | 31 – 31 | 42 – 20 | 28 – 8  | 20 – 20 |
| FC Grenoble           | 11 – 29 | 28 – 25 | 6 – 16  | 27 – 27 |         | 21 – 28 | 23 – 24 | 17 – 16 | 21 – 24 | 31 – 22 | 16 – 34 | 21 – 17 | 19 – 18 | 20 – 23 |
| Stade rochelais       | 33 – 29 | 81 – 12 | 53 – 27 | 16 – 12 | 28 – 21 |         | 30 – 13 | 27 – 25 | 71 – 21 | 37 – 10 | 16 – 11 | 14 – 27 | 30 – 21 | 19 – 23 |
| Lyon OL U             | 52 – 20 | 34 – 10 | 15 – 23 | 19 – 13 | 34 – 6  | 29 – 19 |         | 55 – 13 | 30 – 10 | 47 – 9  | 32 – 11 | 41 – 6  | 42 – 33 | 16 – 16 |
| Montpellier HRC       | 33 – 17 | 37 – 10 | 20 – 25 | 23 – 28 | 47 – 12 | 36 – 14 | 14 – 25 |         | 41 – 13 | 10 – 28 | 13 – 27 | 42 – 25 | 29 – 17 | 66 – 15 |
| Section Paloise       | 27 – 17 | 40 – 23 | 9 – 14  | 23 – 27 | 22 – 0  | 23 – 28 | 24 – 27 | 15 – 24 |         | 12 – 9  | 29 – 27 | 13 – 25 | 20 – 10 | 13 – 15 |
| USA Perpinyà          | 13 – 20 | 11 – 22 | 12 – 16 | 16 – 37 | 22 – 16 | 29 – 51 | 16 – 22 | 20 – 23 | 24 – 30 |         | 14 – 52 | 15 – 46 | 11 – 24 | 18 – 36 |
| Racing Club de France | 59 – 7  | 45 – 27 | 27 – 11 | 17 – 40 | 24 – 23 | 50 – 14 | 13 – 19 | 26 – 25 | 48 – 28 | 64 – 28 |         | 23 – 27 | 22 – 13 | 29 – 34 |
| Stade Français        | 25 – 22 | 20 – 8  | 32 – 16 | 25 – 41 | 23 – 20 | 12 – 14 | 13 – 24 | 25 – 20 | 31 – 17 | 27 – 8  | 16 – 17 |         | 37 – 10 | 9 – 28  |
| Rugby Club Toulonnais | 33 – 3  | 45 – 17 | 28 – 27 | 32 – 11 | 22 – 3  | 9 – 13  | 40 – 7  | 18 – 21 | 38 – 11 | 26 – 16 | 9 – 25  | 33 – 30 |         | 25 – 10 |
| Stade Toulousain      | 10 – 0  | 40 – 0  | 22 – 26 | 47 – 44 | 29 – 16 | 33 – 26 | 53 – 21 | 27 – 14 | 83 – 6  | 47 – 7  | 30 – 17 | 49 – 20 | 39 – 0  |         |

## Classificació
| Classificació general del Top 14 | Classificació general del Top 14 | Classificació general del Top 14 | Classificació general del Top 14 | Classificació general del Top 14 | Classificació general del Top 14 | Classificació general del Top 14 | Classificació general del Top 14 | Classificació general del Top 14 | Classificació general del Top 14 | Classificació general del Top 14 | Classificació general del Top 14 | Classificació general del Top 14 | Classificació general del Top 14 | Classificació general del Top 14 |
| Class.                           | Clubs                            | Pts                              | J                                | G                                | E                                | P                                | B0                               | BD                               | pf                               | pc                               | p±                               | af                               | ac                               | a±                               |
| -------------------------------- | -------------------------------- | -------------------------------- | -------------------------------- | -------------------------------- | -------------------------------- | -------------------------------- | -------------------------------- | -------------------------------- | -------------------------------- | -------------------------------- | -------------------------------- | -------------------------------- | -------------------------------- | -------------------------------- |
| 1.                               | Stade Toulousain                 | 98                               | 26                               | 21                               | 2                                | 3                                | 9                                | 1                                | 820                              | 508                              | 312                              | 100                              | 55                               | 45                               |
| 2.                               | Clermont Auvergne                | 83                               | 26                               | 16                               | 3                                | 7                                | 9                                | 4                                | 828                              | 535                              | 293                              | 91                               | 48                               | 43                               |
| 3.                               | Lyon OL U                        | 78                               | 26                               | 17                               | 1                                | 8                                | 7                                | 1                                | 693                              | 525                              | 168                              | 71                               | 50                               | 21                               |
| 4.                               | Racing Club de France            | 74                               | 26                               | 15                               | 1                                | 10                               | 8                                | 4                                | 740                              | 563                              | 177                              | 85                               | 51                               | 34                               |
| 5.                               | Stade rochelais                  | 71                               | 26                               | 16                               | 0                                | 10                               | 6                                | 1                                | 719                              | 616                              | 103                              | 86                               | 64                               | 22                               |
| 6.                               | Montpellier HRC                  | 70                               | 26                               | 14                               | 1                                | 11                               | 6                                | 6                                | 659                              | 546                              | 113                              | 81                               | 54                               | 27                               |
| 7.                               | Castres Olympique                | 69                               | 26                               | 15                               | 0                                | 11                               | 4                                | 5                                | 508                              | 499                              | 9                                | 47                               | 44                               | 3                                |
| 8.                               | Stade Français                   | 64                               | 26                               | 14                               | 0                                | 12                               | 4                                | 4                                | 583                              | 579                              | 4                                | 57                               | 62                               | -5                               |
| 9.                               | Rugby Club Toulonnais            | 57                               | 26                               | 12                               | 0                                | 14                               | 6                                | 3                                | 572                              | 542                              | 30                               | 63                               | 55                               | 8                                |
| 10.                              | US Bordeaux Bègles               | 57                               | 26                               | 12                               | 1                                | 13                               | 4                                | 3                                | 618                              | 711                              | -93                              | 62                               | 85                               | -23                              |
| 11.                              | Section Paloise                  | 43                               | 26                               | 9                                | 0                                | 17                               | 2                                | 5                                | 501                              | 763                              | -262                             | 49                               | 88                               | -39                              |
| 12.                              | SU Agen                          | 38                               | 26                               | 8                                | 1                                | 17                               | 0                                | 4                                | 431                              | 644                              | -213                             | 38                               | 77                               | -39                              |
| 13.                              | FC Grenoble                      | 29                               | 26                               | 5                                | 2                                | 19                               | 0                                | 5                                | 448                              | 691                              | -243                             | 31                               | 81                               | -50                              |
| 14.                              | USA Perpinyà                     | 12                               | 26                               | 2                                | 0                                | 24                               | 0                                | 4                                | 433                              | 821                              | -388                             | 39                               | 86                               | -47                              |

## Lliguetes de descens
| Final            | Final   | Final       |
| ---------------- | ------- | ----------- |
| CA Brive-Corrèze | 28 – 22 | FC Grenoble |

## Fase final
| Lliguetes prèvies a semifinals | Lliguetes prèvies a semifinals | Lliguetes prèvies a semifinals |
| ------------------------------ | ------------------------------ | ------------------------------ |
| Racing Club de France          | 13 – 19                        | Stade rochelais                |
| Lyon OL U                      | 21 – 16                        | Montpellier HRC                |

| Semifinals        | Semifinals | Semifinals      |
| ----------------- | ---------- | --------------- |
| Stade Toulousain  | 20 – 6     | Stade rochelais |
| Clermont Auvergne | 33 – 13    | Lyon OL U       |

| Final            | Final   | Final             |
| ---------------- | ------- | ----------------- |
| Stade Toulousain | 24 – 18 | Clermont Auvergne |

| Campió           |
| ---------------- |
| Stade Toulousain |